# Hans Matheson
Hans Matheson (ur. 7 sierpnia 1975 w Stornoway) – brytyjski aktor szkockiego pochodzenia.

## Życiorys

### Wczesne lata
Urodził się w Stornoway na Hebrydach Zewnętrznych jak starszy syn muzyka Iaina (Ado) Mathesona i terapeutki Sheeny. Dorastał wraz z młodszym bratem, z którym brał udział w koncertach folkowych i koncertach Boba Dylana. Jego dziadek był gaelickim śpiewakiem. Uczęszczał do londyńskiej Italia Conti Academy of Theatre Arts.

### Kariera
Po udziale w kilku sztukach teatralnych i serialu kryminalnym Bill (The Bill, 1984), zadebiutował na dużym ekranie rolą sięgającej po narkotyki męskiej prostytutki w dramacie Stella robi chwyt (Stella Does Tricks, 1996). Pojawił się potem jako Johnny Silver w pozytywnie recenzowanym przez krytykę dramacie Mojo (1997). Następnie podjął się roli Mariusa w adaptacji powieści Victora Hugo Nędznicy (Les Misérables, 1998) Billego Augusta z udziałem Liama Neesona, Umą Thurman, Geoffreya Rusha i Claire Danes.
Następną rolą w jego dorobku była postać Luka Shanda, młodego rockmana wzmacniającego starą rockową grupę w filmie pt. Szalona kapela (Still Crazy, 1998). A jego piosenka Live For Today przyczyniła się do nominacji ścieżki filmowej z tego filmu do nagrody Złotego Globu.
Zagrał również w uznanym niezależnym telewizyjnym brytyjskim przeboju Tube Tales (1999), co dało mu przepustkę do jego pierwszego komercyjnego filmu, Prawo jest dla frajerów (Bodywork, 1999) i kontynuował swoje intrygujące filmowe wybory we współczesnym klasyku literatury Cannone Inverso (Canone inverso – making love, 2000) jako Jeno Varga. Nauczył się grać na skrzypcach, aby wcielić się w rolę Vargo. Później zagrał Mordreda w amerykańskim filmie telewizyjnym Mgły Avalonu (The Mists of Avalon, 2001), bazującym na sławnej literackiej serii fantasy.
Kontynuował karierę w norweskim filmie opartym na współczesnej powieści Księga Diny (I Am Dina, 2002]). Pomimo zróżnicowanych recenzji, Matheson ponownie się wyróżnił. Następnie podjął się tytułowej roli Jurija Żywago w telewizyjnej adaptacji sławnej powieści Borisa Pasternaka Doktor Żywago (Doctor Zhivago, 2002). Zagrał główną rolę Jake’a w dramacie dokumentalnym Comfortably Numb (2004) o życiu pacjentów mających narkotykowe przejścia; film okazał się udanym eksperymentem, w którym wzięli udział obok aktorów, również uzależnieni od narkotyków.
Swoją karierę kontynuował w niezależnych filmach, takich jak kontrowersyjny, religijny, wojenny film Dolina cieni (Deathwatch, 2002), Półmrok (2006) obok Demi Moore, Sherlock Holmes (2009), Starcie tytanów (Clash of the Titans, 2010) jako Ixas czy historycznym filmie sensacyjnym 300: Początek imperium (300: Rise of an Empire, 2014) w roli Ajschylosa.
Hans Matheson spędza czas pisząc muzykę, poezję i podróżując. Wziął udział w kilku irlandzkich folkowych festiwalach i pojawił się na debiutanckim albumie ojca. Od czasu do czasu grywa również w teatrze.

## Filmografia
- Rodzina Poldarków (Poldark, 1996) jako Ben Carter
- Bramwell II (1996) jako Frederick Hackett
- Stella Does Tricks (1996) jako Eddie
- The Future Lasts a Long Time (1996) jako Jimmy Dolen
- Family Money (1997) jako Jake
- Mojo (1997) jako Silver Johnny
- Szalona kapela (Still Crazy, 1998) jako Luke Shand
- Nędznicy (Misérables, Les, 1998) jako Marius
- Prawo jest dla frajerów (Bodywork, 1999) jako Virgil Guppy
- Tube Tales (1999) jako Michael
- Canone Inverso - making love (2000) jako Jeno Varga
- Mgły Avalonu (The Mists of Avalon, 2001) jako Mordred
- Doktor Żywago (Doctor Zhivago, 2002) jako Yuri Zhivago
- Księga Diny (I Am Dina, 2002) jako Tomas
- Dolina cieni (Deathwatch, 2002) jako szeregowy Hawkstone
- Imperium: Nerone (2004) jako Nero
- The Virgin Queen (2005) jako Robert Devereux – Lord Essex
- Półmrok (Half Light, 2006) jako Angus
- Bathory (2007) jako Caravaggio
- Tess of the d'Ubervilles (2008) jako Alec
- Dynastia Tudorów (2008) jako arcybiskup Thomas Cranmer